# Lachnaia italica
Lachnaia italica (Weise, 1881) è un insetto appartenente all'ordine dei coleotteri.

## Descrizione

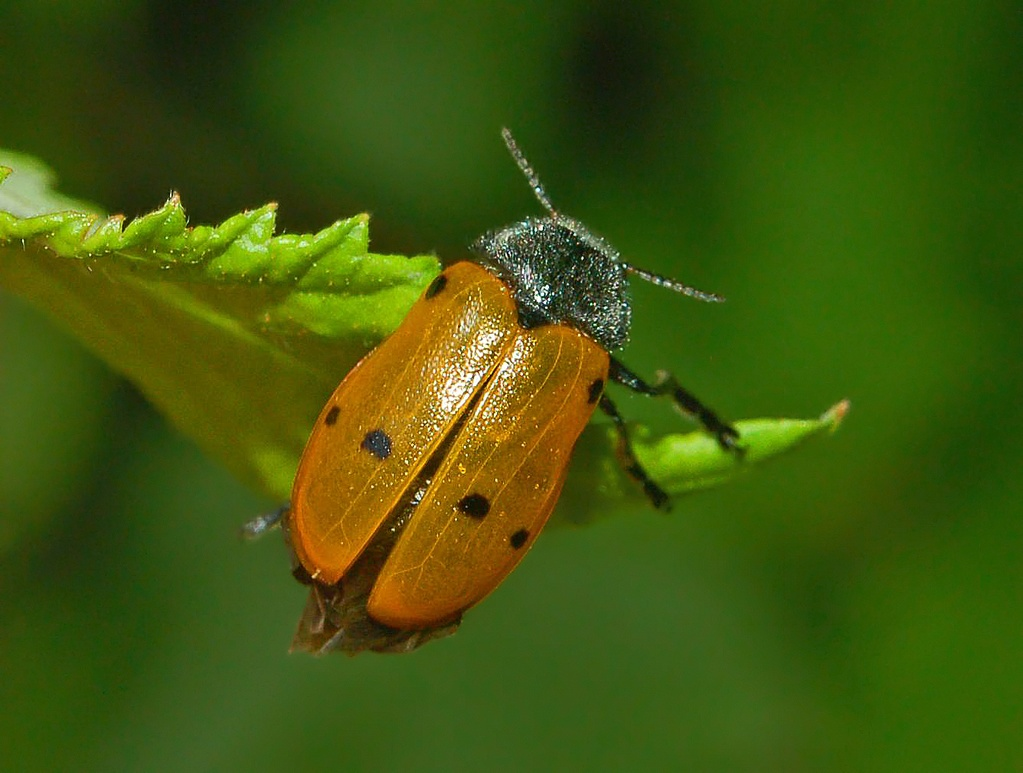
Lachnaia italica

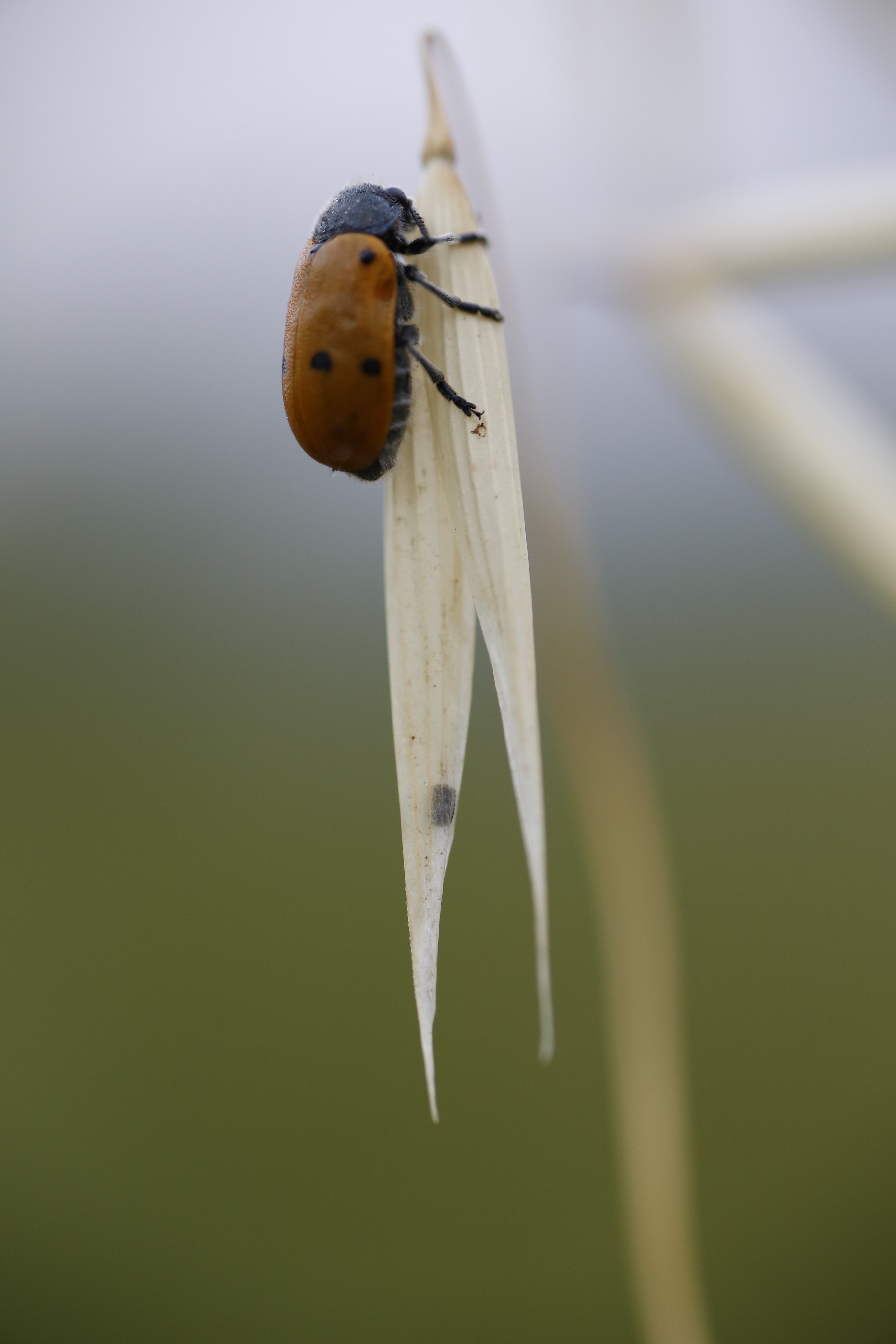
Lachnaia italica

Lunga circa un centimetro, ha le elitre di colore tendente all'arancio mentre la testa e il pronoto sono neri. Sulle elitre ci sono sei macchie di colore nero. È spesso confusa, dato che è molto simile, con Lachnaia sexpunctata. Queste due specie sono difficilmente distinguibili sulla base delle caratteristiche morfologiche esterne, normalmente soggette a variabilità, è possibile distinguerle con sicurezza solo attraverso l'esame dell'edeago.

## Biologia
Le larve vivono all'interno delle colonie di Formica rufa nutrendosi prevalentemente di detriti. L'insetto adulto rode di preferenza i giovani germogli e i margini fogliari, più raramente i fiori e i frutti. Tra le piante ospiti dell'adulto ci sono le Fagaceae (Quercus spp.), Rubus spp. e Rosaceae spp. Sono stati osservati esemplari adulti danneggiare anche coltivazioni di susine (Prunus salicina).

## Distribuzione e habitat
Diffusa in Italia, come si può capire dal nome, ma anche nei paesi confinanti come Francia, Svizzera e Slovenia.

## Tassonomia
Sono note le seguenti sottospecie:
- Lachnaia italica italica Weise, 1881
- Lachnaia italica occidentalis Grasso, 1963[4]